# Anthracophagella purus
Anthracophagella purus är en tvåvingeart som först beskrevs av Becker 1911.  Anthracophagella purus ingår i släktet Anthracophagella och familjen fritflugor. Inga underarter finns listade i Catalogue of Life.